# شجاع‌الدین شیخ‌الاسلام‌زاده
سید شجاع‌الدین شیخ‌الاسلام زاده (متولد ۱ آذر ۱۳۱۰ در تبریز – وفات ۲۷ خرداد ۱۳۹۳ در تهران) پزشک و دولتمرد ایرانی بود. او از ۱۳۵۳ تا ۱۳۵۴ در کابینه هویدا وزیر رفاه اجتماعی بود. در بهمن ۱۳۵۴ «وزیر بهداری و بهزیستی» (حاصل از ادغام وزارتخانه‌های رفاه اجتماعی و بهداری) شد. در کابینه آموزگار هم سمت وزارت بهداری و بهزیستی را حفظ کرد. در دولت شریف امامی، شیخ‌الاسلام زاده بازداشت شد. پس از انقلاب مدتی زندانی و پزشک زندان اوین شد و سپس مورد عفو قرار گرفت. آذر آریان پور همسر شیخ‌الاسلام زاده در کتاب پشت دیوارهای بلند خاطرات خود را از او شرح داده‌است، وی در ۲۷ خردادماه ۱۳۹۳ در تهران درگذشت.

## زندگی و تحصیلات
وی فرزند سیدحسین شیخ‌الاسلام زاده وکیل دادگستری و رئیس کانون وکلای آذربایجان، در سال ۱۳۱۰ در تبریز متولد شد. تحصیلات ابتدائی و متوسطه را در تبریز به اتمام رسانید و وارد دانشکده پزشکی تهران شد و در ۱۳۳۶ دکترای خود را دریافت کرد.
وی در این دوران از دانشجویان فعال علیه رژیم پهلوی بود و اعتصابات و جنجالهای دانشجویان را رهبری می‌کرد. وی سپس برای ادامهٔ تحصیل به آمریکا عزیمت نمود و در دانشگاه‌های پنسیلوانیا و اوهایو دورهٔ تخصصی ارتوپدی را با درجهی ممتاز گذرانید و چندی در بیمارستان‌های آمریکا کارآموزی نمود. او در سال ۱۳۴۱ به ایران بازگشت و در بخش ارتوپدی بیمارستان نمازی شیراز مشغول به کار شد. او همچنین یکی از مؤسسین بیمارستان پارس است.

## مناصب
نخستین شغل دولتی او بنیانگذاری و مدیریت عامل انجمن توان‌بخشی بود. در سال ۱۳۵۳ امیرعباس هویدا در کابینهٔ خود تغییرات تازه‌ای داد و سه وزارتخانهٔ جدید تأسیس نمود. یکی از آن سه وزارتخانه، وزارت رفاه اجتماعی بود و شجاع‌الدین شیخ‌الاسلام زاده را در راس آن قرار داد. هستهی مرکزی این وزارتخانه، سازمان بیمه اجتماعی کارگران و بانک رفاه کارگران بود. در بهمن‌ماه ۱۳۵۴ امیرعباس هویدا در ترکیب کابینهٔ خود تغییراتی داد. وزارتخانه‌های رفاه اجتماعی و بهداری در هم ادغام شد و نام وزارت بهداری گرفت و شجاع‌الدین شیخ‌الاسلام زاده در راس آن قرار گرفت.
در مردادماه ۱۳۵۶ امیرعباس هویدا پس از دوازده سال و نیم نخست‌وزیری، مستعفی و به جای وی جمشید آموزگار نخست‌وزیر شد و در کابینه او وزیر بهداری و بهزیستی شد و در تمام مدت نخست‌وزیری آموزگار که یک سال به طول انجامید، در کابینه عضویت داشت.

## فعالیت‌ها

### پیش از انقلاب
شیخ‌الاسلام زاده برای اولین بار رشته تخصصی ارتوپدی را در ایران راه‌اندازی نمود. وی پس از اتمام تحصیلات خود و بازگشت به کشور به بیمارستان «شفا یحیائیان» در خیابان ژاله تهران رفته و در آنجا طب توانبخشی را راه‌اندازی کرد.
خودِ وی فعالیتهایش را در سالهای پیش از انقلاب اینطور بیان می‌کند: من برای اولین بار تولید اندام مصنوعی یا پروتز را در سال ۱۳۴۳ بنیانگذاری کردم، زمانی که به جز آمریکا در هیچ جای دیگر دنیا اندام مصنوعی تولید نمی‌شد.
وی در سال ۱۳۴۶ مشاور سازمان بهداشت جهانی در منطقه شد و در همین سال برای اولین بار سازمان توانبخشی ایران و نیز انجمن توانبخشی ایران را تأسیس کرد.
شیخ‌الاسلام زاده در خصوص اقدامات خود در دوران مسئولیت وزارت بهداری و بهزیستی اینطور می‌گوید: از دیگر اقدامات من در دوره وزارت بهداری ایجاد اورژانس تهران و بعد اورژانس کشور برای اولین بار در ایران بود. زمانی که ما اورژانس را که آن زمان شماره اش به جای ۱۱۵ امروز ۱۲۳ بود، راه‌اندازی کردیم فقط آمریکا تشکیلات اورژانس پیش بیمارستانی داشت. ۳ سال بعد از ایران بود که تازه در برخی کشورهای اروپایی اورژانس ایجاد شد.

### پس از انقلاب
در شهریورماه ۱۳۵۷ جعفر شریف‌امامی نخست‌وزیر شد و دست به یک سلسله کارهایی زد از جمله دستور داد حکومت نظامی عده‌ای از مدیران و دولتمردان و بازرگانان را توقیف کند و در نتیجه عده‌ای از جمله شیخ‌الاسلام زاده طبق ماده پنج حکومت نظامی بازداشت شدند و به زندان کمیته مشترک انتقال یافت و تا ۱۵ آبان‌ماه ۱۳۵۷ در آن زندان به سر می‌برد. در آن ایام عدهٔ دیگری از بلندپایگان از جمله امیرعباس هویدا و ارتشبد نصیری و عبدالعظیم ولیان بازداشت شدند و به زندان جمشیدآباد انتقال یافتند. شیخ‌الاسلام زاده پس از انقلاب مجدداً بازداشت و سپس محاکمه شد و به حبس ابد محکوم و در زندان اوین زندانی شد. او به مسئولین زندان پیشنهاد راه اندازی بهداری و بیمارستان زندان اوین را داد. مدتی بعد حکم او به پنج سال زندان تبدیل شد و او در ۱۷ شهریور ۱۳۶۲ از زندان آزاد شد.
وی پس از آزادی در ایران ماند و این موجب طلاق او و همسرش آذر آریان پور شد. او در بیمارستان پارس که خودش آن را تأسیس کرده‌بود و یکی از چند مدیر آن نیز بود، به کار طبابت ادامه داد. او در زمان وفات ریاست «مجمع بیمارستان‌های خصوصی» را بر عهده داشت. او سه فرزند مقیم آمریکا به نام‌های بابک، رامین و روشنک دارد.
فدراسیون جهانی جوامع جراحی دست در دهمین کنگره بین‌المللی خود در آرژانتین در سال ۲۰۰۷ از شیخ‌الاسلام زاده به عنوان یکی از پیشگامان این زمینه تجلیل کرد.